# Міста Данії

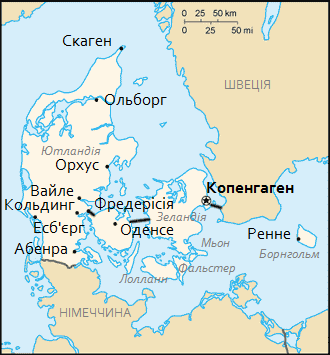
Мапа Данії

За офіційними даними, станом на 2014 рік у Данії, разом із Гренландією та Фарерськими островами налічується понад 200 міст. Нижче наведений перелік міст із населенням понад 10 тисяч мешканців.
Як видно із таблиці, лише 5 міст Данії мають населення понад 100 тисяч мешканців і лише 10 міст мають населення від 50 до 100 тисяч мешканців. Решта міст мають такий розподіл — 32 міста мають населення від 20 до 50 тисяч мешканців, 41 місто має населення від 10 до 20 тисяч мешканців, 53 міста мають населення від 5 до 10 тисяч мешканців і 77 міст мають населення від 3 до 5 тисяч мешканців.

## Список
| Місто             | Населення | Провінція                  | Дата отримання статусу |
| ----------------- | --------- | -------------------------- | ---------------------- |
| Копенгаген        | 569 557   | Столичний регіон           |                        |
| Орхус             | 259 754   | Центральна Ютландія        | 1441                   |
| Оденсе            | 172 512   | Південна Данія             |                        |
| Ольборг           | 109 092   | Північна Ютландія          | 1342                   |
| Фредеріксберг     | 102 717   | Столичний регіон           |                        |
| Гентофте          | 74 282    | Столичний регіон           |                        |
| Есб'єрг           | 71 618    | Південна Данія             | 1899                   |
| Шарлоттенлунд     | 68 913    | Столичний регіон           |                        |
| Гладсаксе         | 66 566    | Столичний регіон           |                        |
| Раннерс           | 61 163    | Центральна Ютландія        | 1302                   |
| Коллінг           | 58 021    | Південна Данія             | 13 століття            |
| Горсенс           | 55 884    | Центральна Ютландія        | 1442                   |
| Конгенс Лінгбі    | 53 859    | Столичний регіон           |                        |
| Вайле             | 53 230    | Південна Данія             |                        |
| Хвідовре          | 51 842    | Столичний регіон           |                        |
| Баллеруп          | 48 514    | Столичний регіон           |                        |
| Роскілле          | 48 721    | Зеландія                   |                        |
| Гернінг           | 47 765    | Центральна Ютландія        |                        |
| Гельсінгер        | 46 407    | Столичний регіон           | 1231                   |
| Сількеборг        | 43 158    | Центральна Ютландія        |                        |
| Нествед           | 42 424    | Зеландія                   |                        |
| Греве Странн      | 40 901    | Зеландія                   |                        |
| Каструп           | 40 016    | Столичний регіон           |                        |
| Фредерісія        | 39 922    | Південна Данія             |                        |
| Віборг            | 38 572    | Центральна Ютландія        |                        |
| Редовре           | 37 552    | Столичний регіон           |                        |
| Кьоге             | 35 768    | Зеландія                   |                        |
| Гольстебро        | 34 873    | Центральна Ютландія        |                        |
| Бреннбю           | 34 580    | Столичний регіон           |                        |
| Тоструп           | 32 719    | Столичний регіон           |                        |
| Слагельсе         | 32 005    | Зеландія                   |                        |
| Гіллеред          | 31 191    | Столичний регіон           |                        |
| Альбертслунд      | 27 728    | Столичний регіон           |                        |
| Герлев            | 27 706    | Столичний регіон           |                        |
| Сьоннерборг       | 27 434    | Південна Данія             |                        |
| Гольбек           | 26 942    | Зеландія                   |                        |
| Свендборг         | 26 672    | Південна Данія             |                        |
| Хйоринг           | 25 071    | Північна Ютландія          |                        |
| Хьорсхольм        | 23 784    | Столичний регіон           |                        |
| Фредеріксхавн     | 23 156    | Північна Ютландія          |                        |
| Глоструп          | 22 066    | Столичний регіон           |                        |
| Ньорресундбі      | 21 761    | Північна Ютландія          |                        |
| Рінгстед          | 21 620    | Зеландія                   |                        |
| Хадерслев         | 21 574    | Південна Данія             |                        |
| Ольстікке         | 21 545    | Столичний регіон           |                        |
| Сківе             | 20 505    | Центральна Ютландія        |                        |
| Біркерьод         | 20 186    | Столичний регіон           |                        |
| Сморумнедре       | 19 585    | Столичний регіон           |                        |
| Скандерборг       | 18 506    | Центральна Ютландія        | 1583                   |
| Фарум             | 18 335    | Столичний регіон           |                        |
| Нюборг            | 16 528    | Південна Данія             |                        |
| Нюкебінґ Фальстер | 16 446    | Зеландія                   |                        |
| Калундборг        | 16 316    | Зеландія                   |                        |
| Нуук              | 16 181    | Ґренландія                 |                        |
| Ліллеред          | 16 007    | Столичний регіон           |                        |
| Обенро            | 15 814    | Південна Данія             |                        |
| Фредеріксунн      | 15 725    | Столичний регіон           |                        |
| Солред Странд     | 15 381    | Зеландія                   |                        |
| Ікаст             | 15 231    | Центральна Ютландія        |                        |
| Міделфарт         | 14 815    | Південна Данія             |                        |
| Грена             | 14 601    | Центральна Ютландія        | 1445                   |
| Корсер            | 14 369    | Зеландія                   |                        |
| Варде             | 13 605    | Південна Данія             | 1442                   |
| Ренне             | 13 568    | Столичний регіон           |                        |
| Верлесе           | 13 083    | Столичний регіон           |                        |
| Тістед            | 13 079    | Північна Ютландія (регіон) |                        |
| Наксков           | 12 866    | Зеландія                   | 1266                   |
| Торсгавн          | 12 256    | Фарерські острови          | 1266                   |
| Брендерслев       | 12 046    | Північна Ютландія (регіон) |                        |
| Фредеріксверк     | 12 029    | Столичний регіон           | 1756                   |
| Драгер            | 11 951    | Столичний регіон           |                        |
| Вордінгборг       | 11 747    | Зеландія                   |                        |
| Хобро             | 11 736    | Північна Ютландія (регіон) |                        |
| Хедехусен         | 11 584    | Столичний регіон           |                        |
| Оддер             | 11 404    | Центральна Ютландія        |                        |
| Хаслев            | 11 376    | Зеландія                   |                        |
| Хеденстед         | 11 355    | Центральна Ютландія        |                        |
| Ліструп           | 10 362    | Центральна Ютландія        |                        |
| Струер            | 10 261    | Центральна Ютландія        |                        |
| Юллінге           | 10 101    | Зеландія                   |                        |